# The Beyoncé Experience
The Beyoncé Experience è la seconda tournée della cantante statunitense Beyoncé, a supporto del suo secondo album in studio, B'Day.
Il tour si è prolungato per tutto il 2007 con un totale di 96 date.

## Scaletta
Fanfarria Queen Bee(Intro)
1. Crazy in Love
2. Freakum Dress
3. Green Light

Jazz Throwdown (Interlude)
1. Baby Boy
2. Beautiful Liar
3. Naughty Girl
4. Me, Myself and I

Dangerously in Love (Interlude)
1. Dangerously in Love 2
2. Flaws And All

Cops and Robbers (Interlude)
1. Destiny's Child Medley

- Independent Women Part I
- Bootylicious
- No, No, No
- Bug a Boo
- Bills, Bills, Bills
- Cater 2 U
- Say My Name
- Jumpin' Jumpin'
- Soldier
- Survivor

1. Speechless

Jailhouse Confessions (Interlude)
1. Ring the Alarm
2. Suga Mama
3. Upgrade U
4. '03 Bonnie & Clyde
5. Check on It
6. Déjà vu

Band Jam (Interludio)
Bumble Bee (Interlude)
1. Get Me Bodied (Extended Mix)

Welcome to Hollywood (Interlude)
1. Deena/Dreamgirls Medley
2. Listen
3. Irreplaceable

## Date del tour
| Data              | Città                | Stato         | Luogo                            |
| Asia              | Asia                 | Asia          | Asia                             |
| ----------------- | -------------------- | ------------- | -------------------------------- |
| 10 aprile 2007    | Tokyo                | Giappone      | Tokyo Dome                       |
| 11 aprile 2007    | Osaka                | Giappone      | Osaka-jo Hall                    |
| 12 aprile 2007    | Osaka                | Giappone      | Osaka-jo Hall                    |
| 14 aprile 2007    | Nagoya               | Giappone      | Nagoya Rainbow Hall              |
| Oceania           |                      |               |                                  |
| 21 aprile 2007    | Sydney               | Australia     | Acer Arena                       |
| 22 aprile 2007    | Brisbane             | Australia     | Brisbane Entertainment Centre    |
| 24 aprile 2007    | Adelaide             | Australia     | Adelaide Entertainment Centre    |
| 25 aprile 2007    | Melbourne            | Australia     | Rod Laver Arena                  |
| 26 aprile 2007    | Sydney               | Australia     | Acer Arena                       |
| Europa            |                      |               |                                  |
| 30 aprile 2007    | Francoforte sul Meno | Germania      | Festhalle                        |
| 1º maggio 2007    | Stoccarda            | Germania      | Hanns-Martin-Schleyer-Halle      |
| 3 maggio 2007     | Stoccolma            | Svezia        | Stockholm Globe Arena            |
| 4 maggio 2007     | Hamar                | Norvegia      | Hamar Olympic Hall               |
| 5 maggio 2007     | Aalborg              | Danimarca     | Gigantium                        |
| 7 maggio 2007     | Monaco di Baviera    | Germania      | Olympiahalle                     |
| 8 maggio 2007     | Vienna               | Austria       | Wiener Stadthalle                |
| 9 maggio 2007     | Zurigo               | Svizzera      | Hallenstadion                    |
| 10 maggio 2007    | Assago               | Italia        | Mediolanum Forum                 |
| 12 maggio 2007    | Halle                | Germania      | Gerry Weber Stadion              |
| 13 maggio 2007    | Berlino              | Germania      | Max-Schmeling-Halle              |
| 14 maggio 2007    | Amburgo              | Germania      | Color Line Arena                 |
| 16 maggio 2007    | Parigi               | Francia       | Palais Omnisports de Paris-Bercy |
| 17 maggio 2007    | Oberhausen           | Germania      | König Pilsener Arena             |
| 18 maggio 2007    | Rotterdam            | Paesi Bassi   | Ahoy Rotterdam                   |
| 19 maggio 2007    | Anversa              | Belgio        | Sportpaleis                      |
| 24 maggio 2007    | Lisbona              | Portogallo    | Pavilhão Atlântico               |
| 26 maggio 2007    | Madrid               | Spagna        | Palacio Vistalegre               |
| 27 maggio 2007    | Barcellona           | Spagna        | Palau Sant Jordi                 |
| 29 maggio 2007    | Marsiglia            | Francia       | Le Dôme de Marseille             |
| 30 maggio 2007    | Lione                | Francia       | Halle Tony Garnier               |
| 1º giugno 2007    | Birmingham           | Regno Unito   | LG Arena                         |
| 2 giugno 2007     | Londra               | Regno Unito   | Wembley Arena                    |
| 3 giugno 2007     | Londra               | Regno Unito   | Wembley Arena                    |
| 5 giugno 2007     | Cardiff              | Regno Unito   | Cardiff International Arena      |
| 6 giugno 2007     | Nottingham           | Regno Unito   | Trent FM Arena                   |
| 7 giugno 2007     | Manchester           | Regno Unito   | M.E.N. Arena                     |
| 9 giugno 2007     | Dublino              | Irlanda       | The Point                        |
| 10 giugno 2007    | Dublino              | Irlanda       | The Point                        |
| Nord America      |                      |               |                                  |
| 6 giugno 2007     | New Orleans          | Stati Uniti   | New Orleans Arena                |
| 7 giugno 2007     | Memphis              | Stati Uniti   | FedExForum                       |
| 8 giugno 2007     | St. Louis            | Stati Uniti   | Scottrade Center                 |
| 11 giugno 2007    | Monterrey            | Messico       | Arena Monterrey                  |
| 13 giugno 2007    | Dallas               | Stati Uniti   | American Airlines Center         |
| 14 giugno 2007    | Houston              | Stati Uniti   | Toyota Center                    |
| 15 giugno 2007    | San Antonio          | Stati Uniti   | AT&T Center                      |
| 18 luglio 2007    | Nashville            | Stati Uniti   | Sommet Center                    |
| 20 giugno 2007    | Atlanta              | Stati Uniti   | Philips Arena                    |
| 21 giugno 2007    | Tampa                | Stati Uniti   | Amalie Arena                     |
| 22 giugno 2007    | Sunrise              | Stati Uniti   | BankAtlantic Center              |
| 24 giugno 2007    | Orlando              | Stati Uniti   | Amway Arena                      |
| 27 giugno 2007    | Hampton              | Stati Uniti   | Hampton Convocation Center       |
| 28 giugno 2007    | Raleigh              | Stati Uniti   | RBC Center                       |
| 29 giugno 2007    | Charlotte            | Stati Uniti   | Charlotte Bobcats Arena          |
| 30 giugno 2007    | Albany               | Stati Uniti   | Times Union Center               |
| 1º agosto 2007    | Uncasville           | Stati Uniti   | Mohegan Sun Arena                |
| 3 agosto 2007     | East Rutherford      | Stati Uniti   | Izod Center                      |
| 4 agosto 2007     | New York             | Stati Uniti   | Madison Square Garden            |
| 5 agosto 2007     | New York             | Stati Uniti   | Madison Square Garden            |
| 8 agosto 2007     | Baltimora            | Stati Uniti   | 1st Mariner Arena                |
| 9 agosto 2007     | Washington           | Stati Uniti   | Verizon Center                   |
| 10 agosto 2007    | Filadelfia           | Stati Uniti   | Wachovia Center                  |
| 11 agosto 2007    | Atlantic City        | Stati Uniti   | Boardwalk Hall                   |
| 12 agosto 2007    | Boston               | Stati Uniti   | TD Banknorth Garden              |
| 14 agosto 2007    | Montréal             | Canada        | Bell Centre                      |
| 15 agosto 2007    | Toronto              | Canada        | Air Canada Centre                |
| 17 agosto 2007    | Auburn Hills         | Stati Uniti   | The Palace of Auburn Hills       |
| 18 agosto 2007    | Chicago              | Stati Uniti   | United Center                    |
| 19 agosto 2007    | Cleveland            | Stati Uniti   | Quicken Loans Arena              |
| 22 agosto 2007    | Denver               | Stati Uniti   | Pepsi Center                     |
| 24 agosto 2007    | Phoenix              | Stati Uniti   | US Airways Center                |
| 25 agosto 2007    | Las Vegas            | Stati Uniti   | MGM Grand Garden Arena           |
| 26 agosto 2007    | San Diego            | Stati Uniti   | San Diego Sports Arena           |
| 28 agosto 2007    | Fresno               | Stati Uniti   | Save Mart Center                 |
| 30 agosto 2007    | Stateline            | Stati Uniti   | Harveys Outdoor Arena            |
| 31 agosto 2007    | Oakland              | Stati Uniti   | Oracle Arena                     |
| 1º settembre 2007 | Anaheim              | Stati Uniti   | Honda Center                     |
| 2 settembre 2007  | Los Angeles          | Stati Uniti   | Staples Center                   |
| 7 settembre 2007  | Vancouver            | Canada        | GM Place                         |
| 8 settembre 2007  | Portland             | Stati Uniti   | Rose Garden Arena                |
| 10 settembre 2007 | Boise                | Stati Uniti   | Taco Bell Arena                  |
| 11 settembre 2007 | Spokane              | Stati Uniti   | Spokane Veterans Memorial Arena  |
| 13 settembre 2007 | Edmonton             | Canada        | Rexall Place                     |
| 14 settembre 2007 | Saskatoon            | Canada        | Credit Union Centre              |
| 15 settembre 2007 | Winnipeg             | Canada        | MTS Centre                       |
| Europa            |                      |               |                                  |
| 17 ottobre 2007   | Mosca                | Russia        | Olimpijskij                      |
| Africa            |                      |               |                                  |
| 20 ottobre 2007   | Addis Abeba          | Etiopia       | Millennium Hall                  |
| Europa            |                      |               |                                  |
| 22 ottobre 2007   | Cluj-Napoca          | Romania       | Stadionul Ion Moina              |
| Asia              |                      |               |                                  |
| 27 ottobre 2007   | Bombay               | India         | MMRDA Grounds                    |
| 30 ottobre 2007   | Bangkok              | Thailandia    | Impact Arena                     |
| 1º novembre 2007  | Giacarta             | Indonesia     | JITEC Arena                      |
| 3 novembre 2007   | Macao                | Cina          | Venetian Arena                   |
| 5 novembre 2007   | Shanghai             | Cina          | Shanghai Indoor Stadium          |
| 7 novembre 2007   | Taguig               | Filippine     | Fort Bonifacio Open Field        |
| 9 novembre 2007   | Seul                 | Corea del Sud | Olympic Gymnastics Arena         |
| 10 novembre 2007  | Seul                 | Corea del Sud | Olympic Gymnastics Arena         |
| 12 novembre 2007  | Taipei               | Taiwan        | Zhongshan Soccer Stadium         |